# Damn Yankees (Album)
Damn Yankees ist das 1990 erschienene Debütalbum der US-amerikanischen Supergroup Damn Yankees. In den USA erreichte das Album doppelten Platinstatus für mehr als 2 Millionen verkaufte Alben.

## Hintergrund
1989 gründeten Jack Blades (Bass; Night Ranger), Tommy Shaw (Gesang, Gitarre; Styx), Ted Nugent (Gitarre) und Michael Cartellone (Schlagzeug; Lynyrd Skynyrd) die Band „Damn Yankees“.
Mit dem Produzenten Ron Nevison begab sich das Quartett ins Studio und nahm das Album Damn Yankees auf, das am 22. Februar 1990 veröffentlicht wurde. Als Singles wurden zunächst Coming of Age und Come Again veröffentlicht. Später folgte High Enough. Diese Single verhalf dem bis dahin schon mit einer Goldenen Schallplatte und einer Platinauszeichnung versehenen Album zum Charterfolg in den USA. Die Fotos auf der Plattenhülle stammen von Ethan Russell.

## Rezeption
Die beiden zuerst ausgekoppelten Singles erreichten die US-Single-Charts, konnten aber nur die Plätze 60 (Coming of Age) und 50 (Come Again) erreichen. Erst High Enough wurde ein Top-Ten-Hit und erreichte im Januar 1991 Platz 3 der Billboard Hot 100. Der Song war der einzige aus dem Album ausgekoppelte Titel, der auch in Europa die Charts erreichen konnte: In Großbritannien gelangte das Lied auf Platz 81 der Charts und hielt sich vier Wochen in der Hitliste.
Der Single-Erfolg von High Enough in den USA kurbelte die Verkaufszahlen für das Album ebenfalls an und verhalf Damn Yankees im Februar 1991 zu Platz 13 in den Billboard 200.
Die Zeitschrift Audio schrieb über das Album, das Album böte „Powersound und wilde Gitarrenduelle“; „weniger harte Gemüter“ würden ebenfalls Gefallen daran finden, wofür „sahnigere Vocals und Balladen“ sorgen würden. Das Fazit: „Top!“
Im Magazin Rock Hard kam Wolfgang Schäfer zu dem Schluss, die Damn Yankees kämen „völlig frei von allen musikalischen Zwängen“ daher. Das Album überrasche „in seiner musikalischen Vielfalt“. „Vom stampfenden Opener 'Coming Of Age' über das gefühlvoll arrangierte, mit Streichern angereicherte ‘High Enough’ bis hin zum Whitesnake-lastigen ‘Mystified’ und dem rockigen Abschlußhammer ‘Piledriver (The Love Song)’“ sei hier „alles vertreten, was das Herz eines jeden Hardrock-Fans höher schlagen“ lasse. Das Album sei ein „bunter Cocktail,“ der „leicht bekömmlich und süffig angemacht eigentlich keine Wünsche“ offen lasse. Schäfer vergab 7,5 von möglichen 10 Punkten.
Am 5. Juli 1990 wurde das Album mit einer Goldenen Schallplatte für 500.000 verkaufte Einheiten ausgezeichnet, am 8. Januar 1991 mit Platin. Die Doppelplatin-Auszeichnung erfolgte am 17. August 1994.

## Titelliste
alle Titel geschrieben von Shaw, Nugent, Blades
1. Coming of Age – 4:21
2. Bad Reputation – 4:29
3. Runaway – 4:02
4. High Enough – 4:43
5. Damn Yankees – 4:37
6. Come Again – 5:38
7. Mystified – 4:14
8. Rock City – 4:28
9. Tell Me How You Want It – 4:32
10. Piledriver (The Love Song) – 4:18

## Auszeichnungen für Musikverkäufe
| Land/Region               | Auszeichnungen für Musikverkäufe (Land/Region, Auszeichnung, Verkäufe) | Verkäufe  |
| ------------------------- | ---------------------------------------------------------------------- | --------- |
| Kanada (MC)               | Gold                                                                   | 50.000    |
| Vereinigte Staaten (RIAA) | 2× Platin                                                              | 2.000.000 |
| Insgesamt                 | 1× Gold · 2× Platin ·                                                  | 2.050.000 |